# How I Met Your Mother
How I Met Your Father
How I Met Your Mother (littéralement « Comment j’ai rencontré votre mère ») ou Comment je l'ai rencontrée au Québec est une série télévisée américaine en 208 épisodes de 22 minutes créée par Carter Bays et Craig Thomas et diffusée entre le 19 septembre 2005 et le 31 mars 2014 sur la chaîne CBS, et en simultané sur CH/E! (saisons 1 à 4) puis Citytv (saisons 5 à 9) au Canada. Depuis le 23 février 2021, elle est également disponible sur Disney+ (après avoir été disponible sur Prime Vidéo et Netflix auparavant).
En France, la série est diffusée sur Canal+ depuis le 11 février 2007, sur NT1 depuis le 1er septembre 2008 et sur Outre-Mer 1re depuis le 29 novembre 2010, sur Comedy Central puis sur TFX le dimanche depuis le 20 février 2022. En Belgique francophone, la série est diffusée sur Plug RTL, Be 1, RTBF et MTV, et au Québec à partir de 6 janvier 2016 sur VRAK.
La série connait un spin-off, How I Met Your Father, diffusé depuis le 18 janvier 2022 sur la plateforme Hulu aux États-Unis, et à partir du 11 mai 2022 sur Disney+ (anciennement le 9 mars 2022) dans les pays francophones.

## Synopsis
En 2030, Ted Mosby raconte à ses deux enfants comment il a rencontré leur mère. Il se remémore ses jeunes années, notamment dès 2005, où il apprend que son meilleur ami Marshall Eriksen va demander à Lily Aldrin de l’épouser. Ted se demande quand il rencontrera sa future épouse. C’est alors qu’il rencontre Robin Scherbatsky lors de sa dernière sortie au bar où il a l’habitude d’aller, le MacLaren's Pub, où un de ses amis, Barney Stinson, l’aide à faire des rencontres.
Et c'est ainsi que commence l'incroyable et très longue histoire de Ted, jusqu'à sa rencontre avec la fameuse mère de ses enfants.

## Distribution

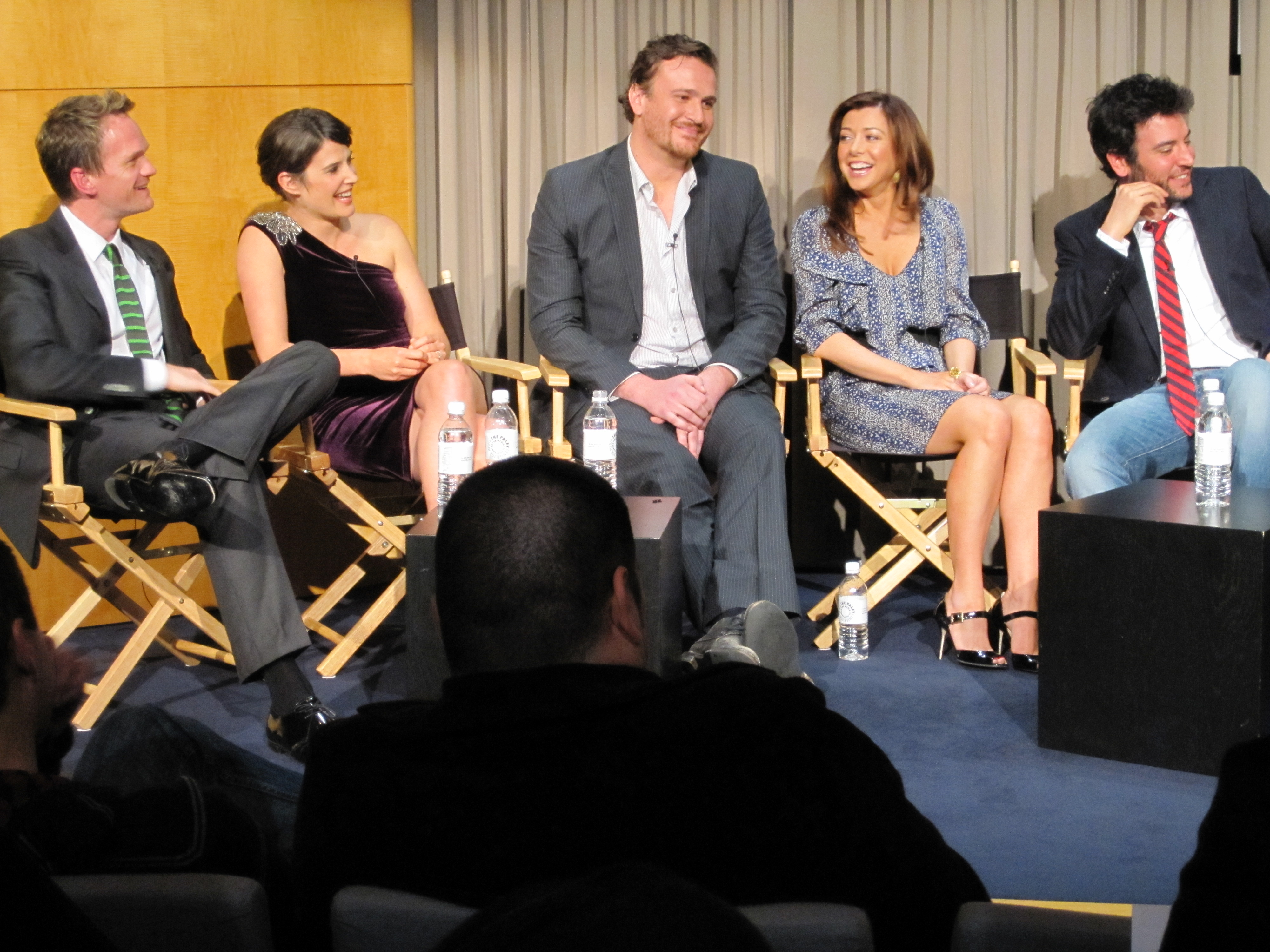
Les acteurs principaux de la série à l'occasion du.

### Acteurs principaux
- Josh Radnor (VF : Xavier Béja) : Ted Mosby
- Jason Segel (VF : Didier Cherbuy) : Marshall Eriksen
- Alyson Hannigan (VF : Virginie Ledieu) : Lily Aldrin
- Neil Patrick Harris (VF : François Pacôme) : Barney Stinson
- Cobie Smulders (VF : Valérie Nosrée) : Robin Scherbatsky
- Cristin Milioti (VF : Caroline Pascal) : Tracy McConnell (en) (invitée saison 8, principale saison 9)

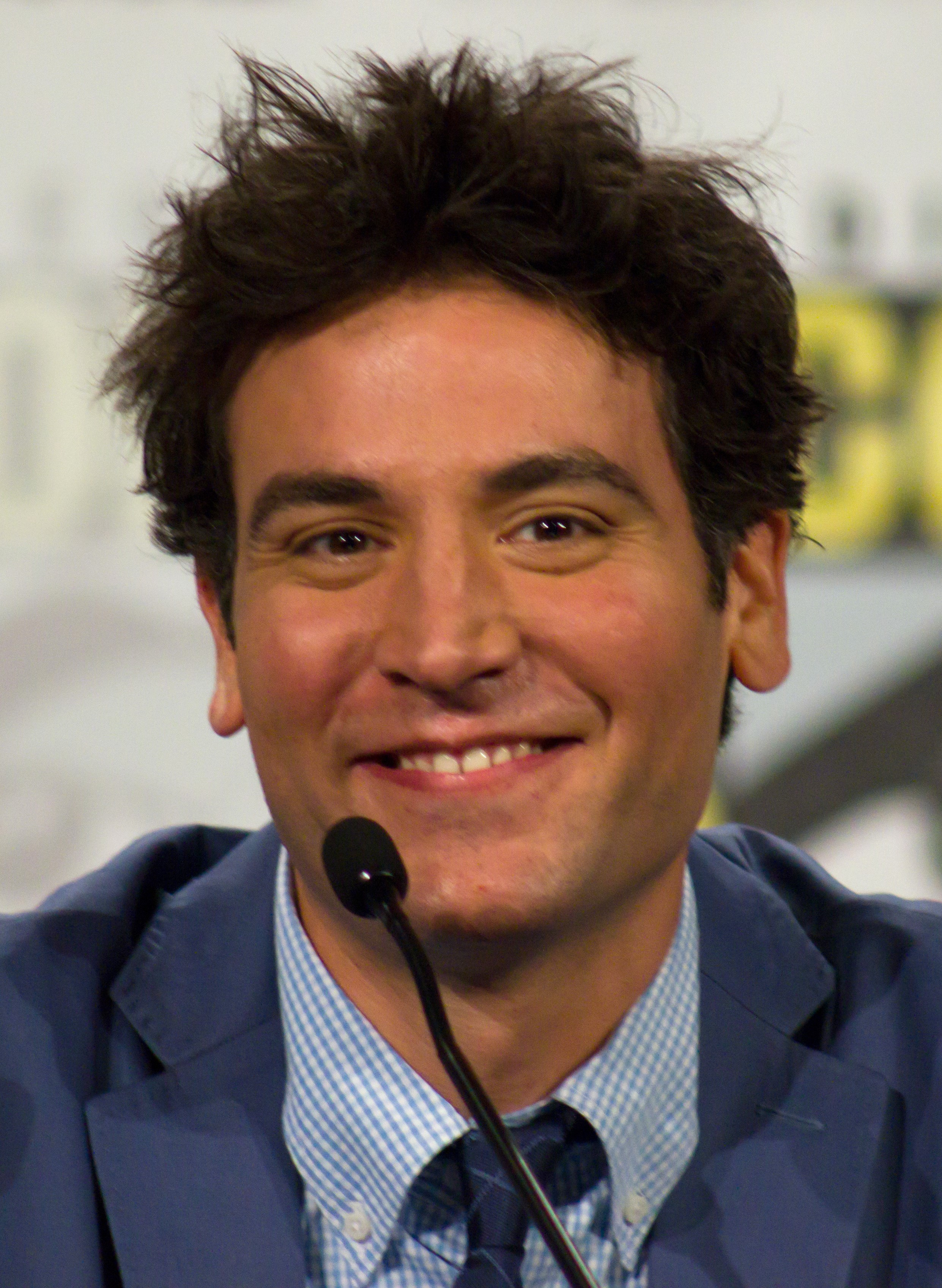
Josh Radnor dans le rôle de Ted Mosby.
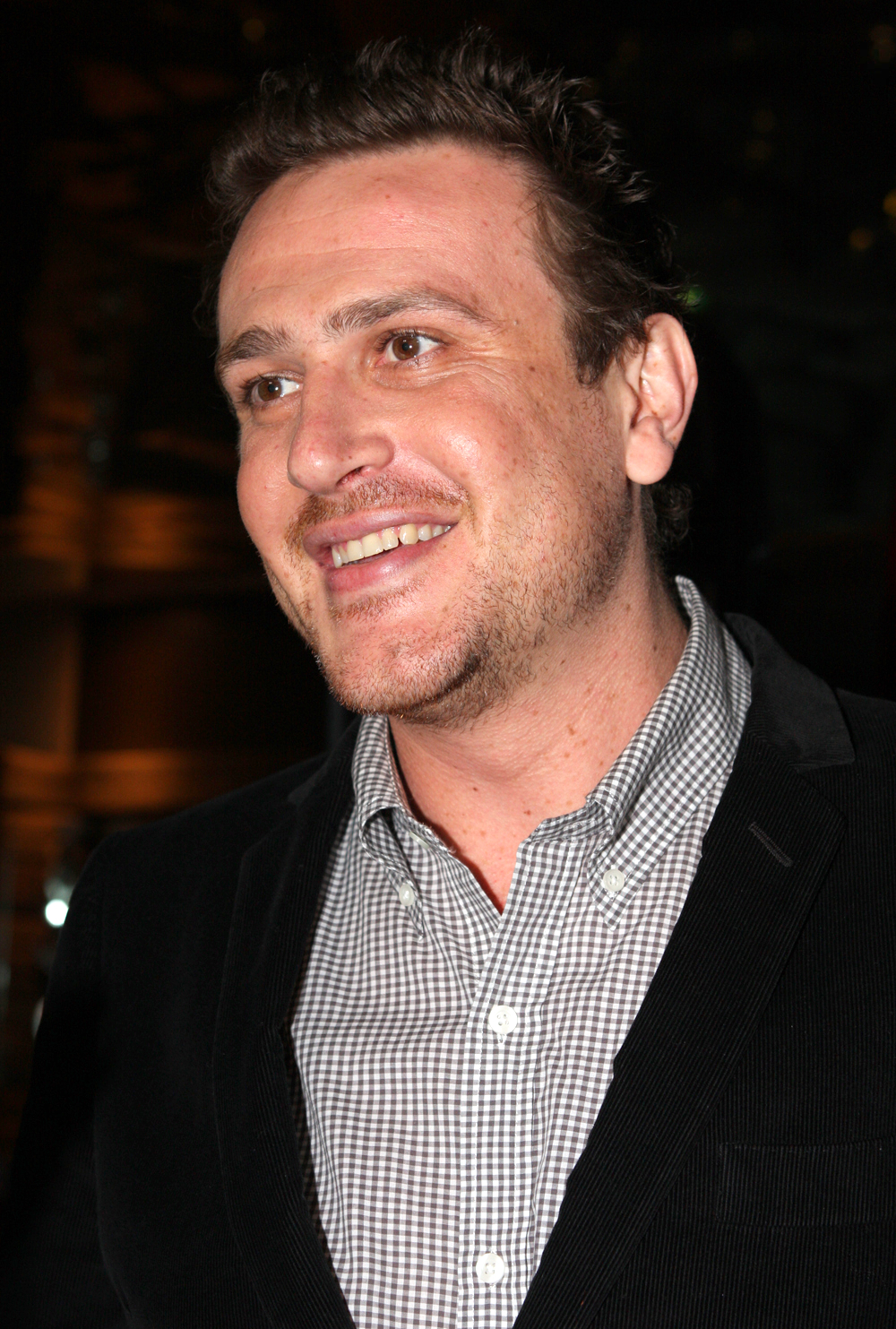
Jason Segel dans le rôle de Marshall Eriksen.
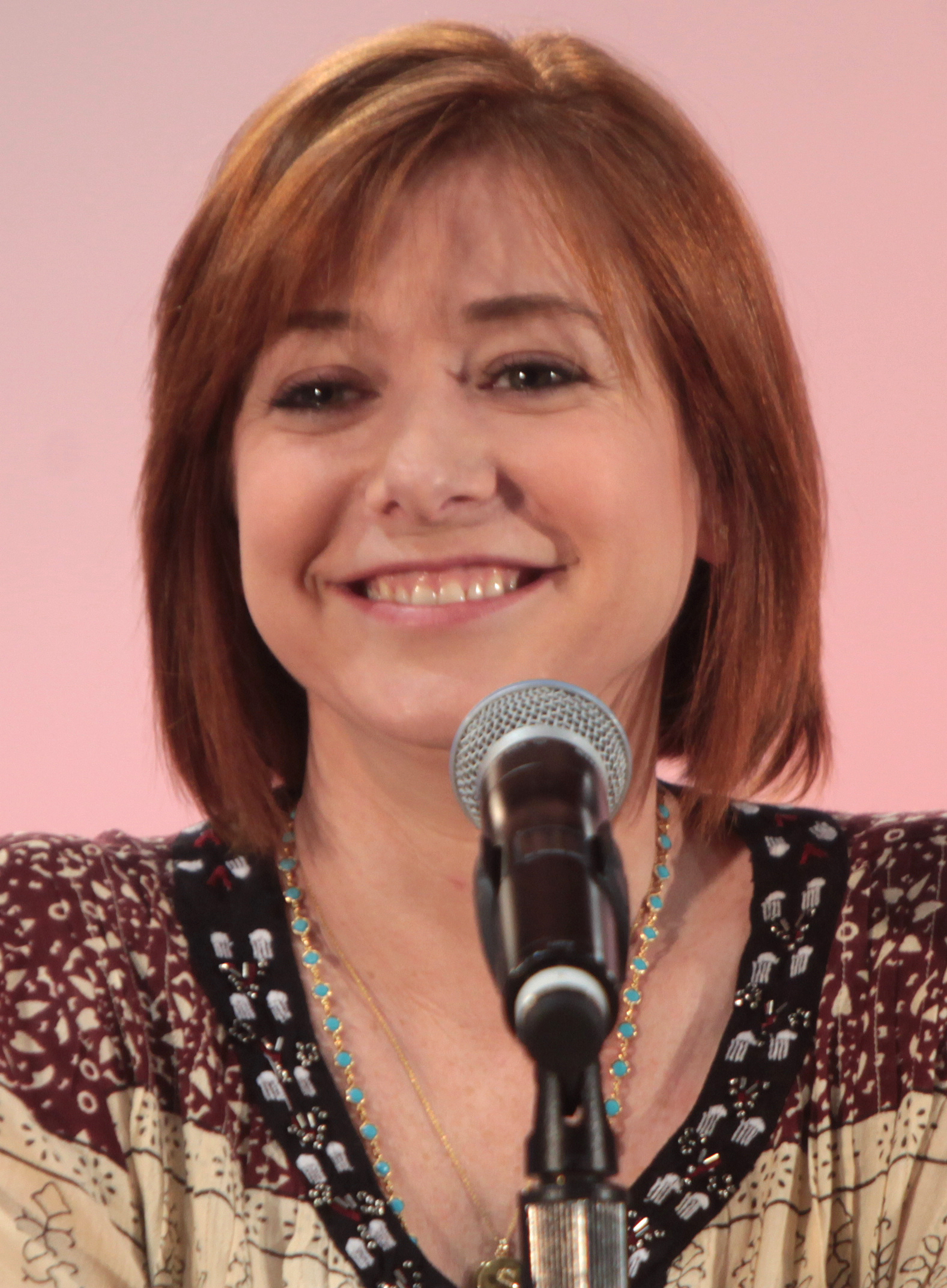
Alyson Hannigan dans le rôle de Lily Aldrin.
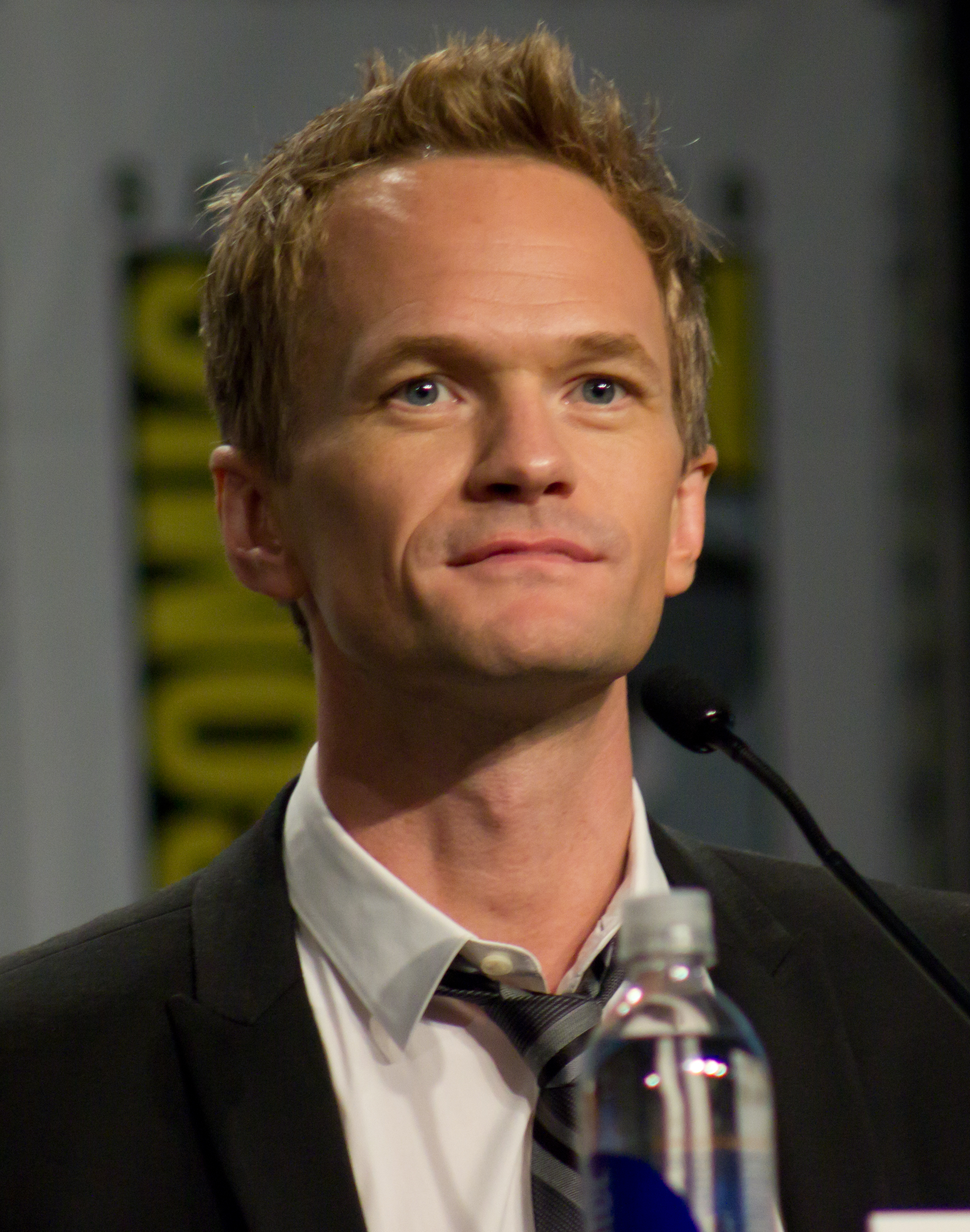
Neil Patrick Harris dans le rôle de Barney Stinson.
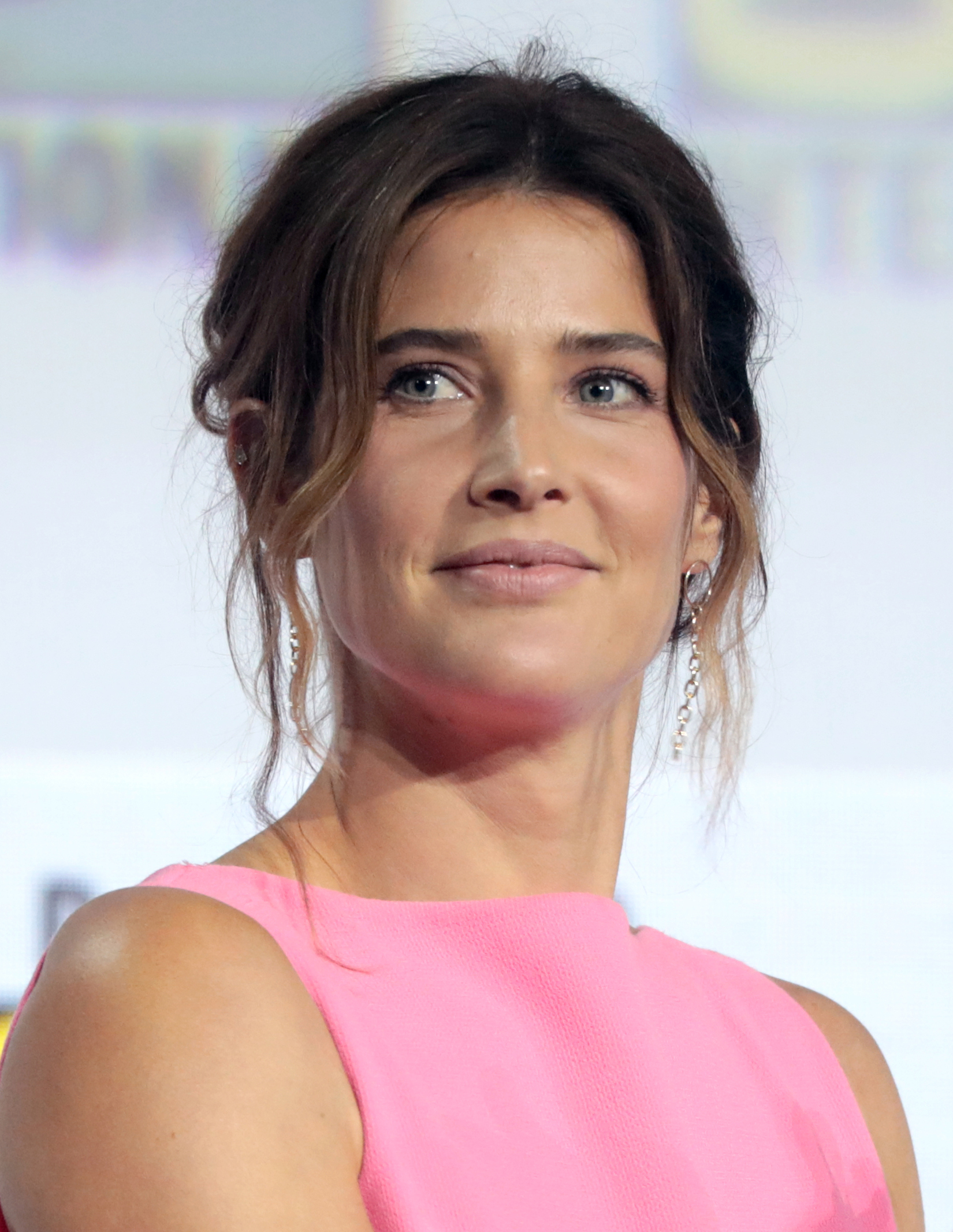
Cobie Smulders dans le rôle de Robin Scherbatsky.
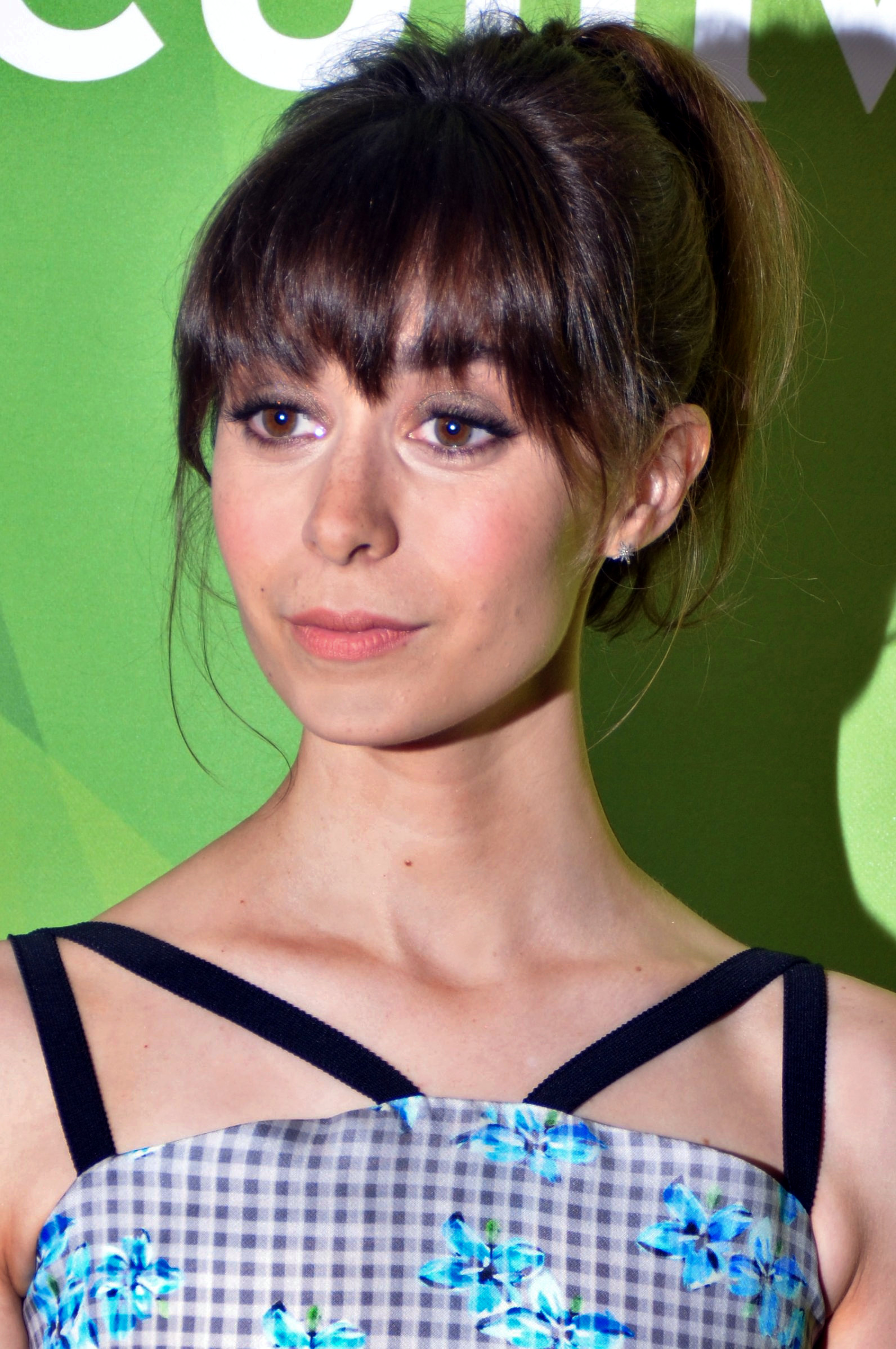
Cristin Milioti dans le rôle de Tracy McConnell.

### Acteurs secondaires
- Lyndsy Fonseca (VF : Chloé Berthier puis Dorothée Pousséo) : Penny, la fille de Ted
- David Henrie (VF : Olivier Podesta) : Luke, le fils de Ted
- Bob Saget (VF : Jean-Claude Montalban) : Ted en 2030, le narrateur
- Bill Fagerbakke (VF : Bernard Allouf [saison 1] puis Patrick Raynal [saisons 4-9]) : Marvin Eriksen Sr.
- Suzie Plakson (VF : Catherine Privat [saison 1] puis Laure Sabardin [saisons 5-9]) : Judy Eriksen
- Chris Elliott (VF : Michel Dodane) : Mickey Aldrin, le père de Lily
- Frances Conroy (VF : Caroline Jacquin) : Loretta Stinson, la mère de Barney
- Wayne Brady (VF : Christophe Peyroux) : James Stinson, le demi-frère de Barney
- Marshall Manesh (VF : Jean-François Kopf [saisons 1-4] puis Patrick Raynal [saisons 5-9]) : Ranjit, le chauffeur de taxi
- David Burtka (VF : Anatole de Bodinat [saisons 1-2]) : Scooter, petit ami de lycée de Lily
- Charlene Amoia (en) (VF : Blanche Ravalec [saison 1] puis Céline Rotard [saisons 2-3] puis Catherine Cipan [saisons 4-6]) : Wendy, serveuse du Mac Laren's
- Ashley Williams (VF : Murielle Naigeon) : Victoria, pâtissière
- Sarah Chalke (VF : Véronique Desmadryl) : Stella Zinman, dermatologue
- Jennifer Morrison (VF : Cathy Diraison) : Zoey Pierson/van Smoot (saison 6)
- Alexis Denisof (VF : Éric Legrand [saison 1] puis Emmanuel Rausenberger [saisons 6-8]) : Sandy Rivers, présentateur du journal
- Ellen D. Williams (VF : Françoise Escobar) : Patrice (Monique en VF)
- Bob Odenkirk (VF : Érik Colin [saison 3] puis Vincent Ropion [saisons 4-8]) : Arthur Hobbs, directeur de la GNB
- Becki Newton (VF : Barbara Beretta) : Quinn, stripteaseuse et petite amie de Barney (saisons 7 et 8)
- Kyle MacLachlan (VF : Philippe Roullier) : le Capitaine, mari de Zoe et patron de Lily
Version française
  - Studio de doublage : SOFI (saisons 1-3) puis Dubb4You (saisons 4-5) puis Lylo Media Group (saisons 5-9)
  - Direction artistique : Blanche Ravalec et Jean-François Kopf (saisons 1-4) puis Virginie Ledieu (saisons 4-9)
  - Adaptation : Cord Grey (alias Jean-Yves Jaudeau) Jacques Dualliac, (saisons 1-3), Anne Bararuzunza, Romain Hammelburg, Marie Causse, Xavier Hussenet, Aurore Lafage, Nathalie Dargent, Perrine Dézulier, Philippe Girard, Julie Berlin-Sémon (2 épisodes[6]), Audrey Bernière, Anthony Panetto (13 épisodes[7]), Ludovic Manchette, Élodie Marie, Christian Niemiec, Émilie Barbier, Cécile Carpentier, Cécile Favre et Hélène Castets (saisons 4-9[8])

### Invités
Au cours des différentes saisons, la série a reçu certaines personnalités telles que :
- J. P. Manoux : Faux Moby (saison 1, épisode 11)
- Amy Acker (VF : Léa Gabriele) : Pénélope (saison 1, épisode 22)
- George Clinton (VF : Patrice Melennec) : lui-même (saison 2, épisode 1)
- Cristine Rose (VF : Marie Lenoir [saisons 2] puis Marie-Martine [saisons 5-9]) : Virginia Mosby  (saison 2, épisodes 3 et 11 puis saison 5, épisode 20)
- Joe Manganiello (VF : Benoît Du Pac) : Brad (saison 2, saison 5, épisode 1 et saison 8, épisodes 7 et 8)
- Jane Seymour (VF : Évelyn Séléna) : Professeur Lewis (saison 2, épisode 6)
- Morena Baccarin : Chloe, la fille aux "yeux fous" (saison 2, épisode 7)
- Bryan Cranston (VF : Jean-Louis Faure [saison 2] puis Mathieu Buscatto [saison 9]) : Hammond Druthers, patron tyrannique puis employé de Ted (saisons 2 et 9)
- Lucy Hale (VF : Sylvie Jacob) : Katie, la petite sœur de Robin (saison 2, épisode 12 et saison 9, épisode 19)
- Emmitt Smith : lui-même  (saison 2, épisode 14)
- Bob Barker (VF : Michel Ruhl) : lui-même  (saison 2, épisode 20)
- Britney Spears (VF : Annabelle Roux) : Abby (saison 3, épisodes 13 et 19)
- Enrique Iglesias : Gael (saison 3, épisodes 1 et 2)
- Busy Philipps : Rachel (saison 3, épisode 3)
- Orson Bean : Bob (saison 3)
- Abigail Spencer : Carole dit Blahblah (saison 3, épisode 5 et saison 9, épisode 21)
- John Cho (VF : Alexandre Nguyen) : Jeff Coastworth (saison 3, épisode 6)
- Heidi Klum : elle-même (saison 3, épisode 10)
- Alessandra Ambrosio : elle-même (saison 3, épisode 10)
- Miranda Kerr : elle-même (saison 3, épisode 10)
- Adriana Lima : elle-même (saison 3, épisode 10)
- Kristen Schaal : Laura, la voisine (saison 3, épisode 11)
- John Sloan : Michael, le voisin (saison 3, épisode 11)
- James Van Der Beek (VF : Thierry Wermuth (saison 3) puis Yann Pichon (saison 8)) : Simon, l'ancien petit ami canadien de Robin (saison 3, épisode 16 et saison 8, épisode 15)
- Tiffany : elle-même, dans le clip (saison 3, épisode 16)
- Alan Thicke (VF : Thierry Redler) : lui-même, l'homme dans le clip « Sandcastles in the Sand » (saison 3, épisode 16 ; saison 5, épisode 7 ; saison 6, épisode 9 et saison 8, épisode 15)
- Will Forte : Randy (saison 3, épisode 18)
- Bryan Callen (VF : Guillaume Lebon [saison 1] puis Constantin Pappas [saisons 3-4]) : Bilson, le patron de Marshall et Ted
- Regis Philbin : lui-même (saison 4, épisode 2)
- Eric Braeden (VF : Hervé Bellon) : le père de Robin (1er interprète) (saison 4, épisode 6)
- Kim Kardashian : elle-même (saison 4, épisode 12)
- Laura Prepon (VF : Isabelle Leprince) : Karen (saisons 4 et 5, 3 épisodes)
- Kevin Michael Richardson : Stan (saison 4, épisode 21)
- Dan Castellaneta : Milt (saison 4, épisode 22)
- Rachel Bilson (VF : Delphine Braillon [saisons 5-6] puis Catherine Cipan [saisons 8-9]) : Cindy (saison 5, épisode 12 ; saison 6, épisode 1 et saison 8, épisode 13)
- Amanda Peet : Jenkins (saison 5, épisode 13)
- Nick Swisher : lui-même (saison 5, épisode 14)
- Carrie Underwood : Tiffany (saison 5, épisode 16)
- Jennifer Lopez (VF : Annie Milon) : Anita (saison 5, épisode 17)
- Peter Bogdanovich : lui-même (saison 5, épisode 22)
- Chris Kattan (VF : Laurent Morteau) : Jed Moseley (saison 5, épisode 23)
- Malin Åkerman : Mariée représentant Stella (saison 5, épisode 23)
- Nazanin Boniadi (VF : Chantal Baroin) : Nora (saisons 6 et 7, 9 épisodes)
- Maury Povich (VF : Thierry Redler) : lui-même (saison 6, épisode 4)
- Geoff Stults (VF : Benoît Du Pac) : Max, collègue de Marshall qui a un rencard avec Robin (saison 6, épisodes 4 et 5)
- Nicole Scherzinger (VF : Marie Zidi) : Jessica Glitter (saison 6, épisode 9)
- Jorge Garcia (VF : Jérôme Pauwels) : Steve, dit « Blitz » (saison 6, épisode 10)
- Jennifer Morrison (VF : Cathy Diraison) : Zoey (saison 6)
- Kyle MacLachlan (VF : Philippe Roullier) : George van Smoot, dit « Capitaine » (saisons 6 et 8)
- Ray Wise (VF : Marc Bretonnière) : le père de Robin (2e interprète) (saisons 6 à 8)
- Katy Perry : son nom est inconnu, on l'appelle « Chérie » (« Honey » en VO), c'est la cousine de Zoey van Smooth (saison 6, épisode 15)
- John Lithgow (VF : Michel Prud'homme) : Jerry, le père de Barney Stinson (saisons 6 et 9, 4 épisodes)
- Kal Penn (VF : Serge Faliu) : Kevin, le psy & petit ami de Robin  (première partie de la saison 7)
- Amber Stevens (VF : Karine Foviau) : Janet McIntyre (saison 7, épisode 6)
- Katie Holmes[9] (VF : Caroline Victoria) : Naomi, la « citrouille salope » (« The Slutty Pumpkin » en VO) (saison 7, épisode 8, pour Halloween)
- Ashley Benson (VF : Camille Gondard) : Carly Whittaker, la demi-sœur de Barney (saison 8, épisode 14)
- Jason Priestley (VF : Yann Peira) : lui-même (saison 8, épisode 15)
- Mike Tyson (VF : Paul Borne) : lui-même (saison 8, épisode 16)
- Ralph Macchio (VF : Luq Hamet) : lui-même (saison 8, épisode 22)
- William Zabka (VF : Tony Marot) : lui-même (saisons 8 et 9)
- Sherri Shepherd (VF : Marie Lenoir) : Daphne (saison 9)
- Taran Killam (VF : Jean-Baptiste Marcenac) : Gary Blauman (saison 9, épisode 21)

## Production

### Origine de la série
Le point de départ de la série est largement inspiré de l'histoire personnelle des deux créateurs : l'un s'étant marié avec sa petite amie de fac, tout comme Marshall et Lily, et l'autre ayant inspiré le personnage de Ted.

### Développement
Souvent comparée à la sitcom Friends, la série se différencie cependant sur plusieurs aspects. Ainsi, l’originalité de la réalisation de la série réside dans sa méthode narrative non linéaire, où les situations d'énonciation sont souvent imbriquées les unes dans les autres (retours en arrière très fréquents, commentaires du narrateur, anticipation de l'intrigue, etc.). Ainsi, selon le point de vue, la série peut se dérouler en 2030 (Ted raconte à ses enfants comment il a rencontré leur mère) ou dans la seconde moitié des années 2000, puis dans les années 2010. Cette méthode nécessite plus de scènes et de décors qu’une sitcom classique. Ainsi, nous pouvons noter cinq décors principaux : le salon de Ted, Marshall et Lily, le McLaren's Pub, la cuisine de l'appartement, les taxis et le toit.
D'autres décors viendront petit à petit s'ajouter aux principaux. Ainsi, l'appartement se fera de plus en plus présent, mais également, à partir de la fin de la saison 7, l'ancien appartement de Quinn deviendra un lieu récurrent, tandis que le toit et la cuisine se feront de plus en plus rares.

### Tournage
Le tournage se déroule dans les studios de la 20th Century Fox, à Los Angeles en Californie. La série n’est pas tournée devant un public, bien qu’elle soit réalisée selon les règles propres aux sitcoms. L’épisode est cependant diffusé à un public après avoir été entièrement monté et c’est à ce moment-là que les rires sont enregistrés.

### Générique
La musique du générique intitulée Hey, Beautiful est composée par le groupe The Solids (en), composé des deux créateurs/scénaristes de la série Carter Bays et Craig Thomas, ainsi que de Patrick Butler et C.C. DePhil.
L'originalité de ce générique très court (14 secondes) tient dans le fait qu'il est constitué de plusieurs photos prises par Ted et ses amis lors de leurs soirées et du montage particulier. Il s'agit en effet de photos au travers desquelles on se déplace en 3 dimensions avec un effet de profondeur les unes par rapport aux autres, notamment par le fait qu'elles ne soient pas de format rectangulaires mais découpées au niveau des endroits sombres.
Le casting principal est présenté dans l'ordre : starring Josh Radnor / Jason Segel / Cobie Smulders / with Neil Patrick Harris / and Alyson Hannigan. Cet ordre a été choisi car, dans la plupart des génériques, la dernière place est considérée comme la meilleure après la première. Elle permet de mettre en valeur un second acteur ou une seconde actrice avec quelquefois un mot de plus tel « with » parfois avec le nom du personnage qu'il interprète. Ainsi, Josh Radnor est placé en première position car son personnage est le principal. Mais Neil Patrick Harris et Alysson Hannigan sont plus connus que lui, cette dernière étant la plus célèbre, elle a donc le droit à la dernière place avec un « and », Harris se voyant offrir l'avant-dernière, précédée du « with ». Quant à Jason Segel, il est placé avant Cobie Smulders soit par ordre alphabétique, soit parce qu'il a déjà participé à une série (Freaks and Geeks).
Pendant la saison 1, le générique est au début des épisodes, mais à partir de la saison 2 il apparaît en général après une courte scène d'introduction. On peut toutefois noter des exceptions, notamment dans le pilote où, après l'apparition du titre, défilent sur fond noir des photos de Ted dont la voix off présente sa vie en 2005.
On peut également noter les exceptions des épisodes 15 de la saison 1 où le générique n'est que le titre flottant ; l'épisode 18 de la saison 1 le fait apparaître après un résumé de l'épisode précédent. On peut également noter que dans de très rares cas la trame de l'épisode peut influer sur le générique : celui de l'épisode 21 de la saison 6 est interprété par les acteurs, mais le changement le plus notable est probablement l'épisode 14 de la saison 7 qui contient un double générique : le premier constitué de photos montrant uniquement Barney, Robin et Ted, le second représentant les trois en compagnie de deux russes. Notons que, pour le premier, Barney chante et que la musique du second est teintée d'une empreinte slave inquiétante. Lors de l'épisode 11 de la saison 9, la musique du générique est jouée au xylophone, à l'occasion d'un épisode exclusivement composé de rimes, à l'instar des contes pour enfant. Aussi, lors de l'épisode 16 de la saison 9, la trame de l'épisode étant centrée sur la fameuse « mère » et ses amis, celui-ci est constitué, à l'instar du générique normal, de photos de soirées de la « mère » et de ses amis.

## Fiche technique
- Titre original : How I Met Your Mother (trad. litt. : « Comment j’ai rencontré votre mère »)
- Autres titres : Comment je l’ai rencontrée
- Créateurs : Carter Bays et Craig Thomas
- Société de production : 20th Century Fox Television, Bays Thomas Productions
- Sociétés de distribution (pour la télévision et DVD) : 
  -  États-Unis : CBS
  -  Canada : Citytv
  -  Royaume-Uni : BBC
  -  France : TMC, NT1, TF6, NRJ 12, D8, Comédie+ , D17, MTV, Série Club, Canal+ Séries, Canal+ et Comedy Central
  -  Belgique : VTM, Plug RTL et MTV
  -  Australie : 7 Network
  -  Allemagne : ProSieben Television
  -  Émirats arabes unis : MBC4, Dubai One, Star World et OSN
- Format : 1,78 : 1 - Couleur - son : Dolby Digital
- Caméra : Sony CineAlta F23, Panavision Primo Lenses
- Pays d’origine :  États-Unis
- Langue : Anglais
- Genre : Sitcom, comédie
- Durée : 22 minutes

### Équipe
- Réalisation : Pamela Fryman
- Scénario : Carter Bays, Craig Thomas, Chuck Tatham, Jamie Rhonheimer, Kourtney Kang…
- Décors : 
  - Création : Steve Olson
  - Plateau : Susan Mina Eschelbach
- Costumes : Julie Bennett Block
- Photographie : Ron P. Jaffe
- Montage : Susan Federman
- Musique : John Swihart
- Casting : Megan Branman
- Direction artistique : Alberto Gonzalez-Reyna
- Production : Jamie Rhonheimer, Suzy Mamann-Greenberg
- Production exécutive : Carter Bays, Craig Thomas et Pamela Fryman

 Sauf indication contraire, les informations mentionnées dans cette section peuvent être confirmées par la base de données cinématographiques IMDb,  présente dans la section « Liens externes ».

## Épisodes
| Saison | Saison | Épisodes | États-Unis        | États-Unis    |
| Saison | Saison | Épisodes | Début de saison   | Fin de saison |
| ------ | ------ | -------- | ----------------- | ------------- |
|        | 1      | 22       | 19 septembre 2005 | 15 mai 2006   |
|        | 2      | 22       | 18 septembre 2006 | 14 mai 2007   |
|        | 3      | 20       | 24 septembre 2007 | 19 mai 2008   |
|        | 4      | 24       | 22 septembre 2008 | 18 mai 2009   |
|        | 5      | 24       | 21 septembre 2009 | 24 mai 2010   |
|        | 6      | 24       | 20 septembre 2010 | 16 mai 2011   |
|        | 7      | 24       | 19 septembre 2011 | 14 mai 2012   |
|        | 8      | 24       | 24 septembre 2012 | 13 mai 2013   |
|        | 9      | 24       | 23 septembre 2013 | 31 mars 2014  |

Saison 1 : en septembre 2005, Marshall demande Lily en mariage. Ted décide alors de se mettre à la recherche de sa future femme. Il rencontre alors Robin Scherbatsky, qui vient d’arriver à New York. Tombant sous son charme, il souhaite sortir avec elle mais celle-ci ne veut pas s’engager. Robin intègre cependant le groupe d’amis, et les deux ont des relations de leur côté. Ted est souvent conseillé par Barney qui se prétend expert en séduction. Pendant ce temps, Marshall qui rêvait d’être avocat au service de l'environnement, intègre une grande société. Le couple doute de leur engagement et Lily songe à partir à San Francisco pour réaliser ses rêves de jeunesses. À la fin de la saison, Ted et Robin sortent ensemble et Lily a quitté Marshall.
Saison 2 : Marshall vit mal sa séparation. De son côté, Lily n’arrive pas à réaliser ses rêves et Marshall lui manque. Après une intervention de Barney, Lily rentre à New York et finit par se remettre en couple avec Marshall. Robin et Ted sortent ensemble, mais la journaliste se montre très réservée. Lily et Marshall se marient à la fin de la saison peu après la séparation de Ted et Robin.
Saison 3 : Marshall et Lily emménagent dans un nouvel appartement, Robin et Barney poursuivent leur vie de célibataires. Ted rencontre Stella et sort avec elle. Barney et Robin couchent ensemble à la suite d'une soirée, mais décident d’en rester là. Après un accident de voiture, Ted et Barney réalisent leurs sentiments respectivement pour Stella et Robin.
Saison 4 : Ted demande Stella en mariage. Celle-ci accepte. Robin et le père de la fille de Stella sont invités au mariage et au cours de la cérémonie, Stella décide de repartir avec son ex-mari. Peu après, Robin, qui a perdu son emploi, devient la colocataire de Ted, elle connaît des relations courtes, ce qui énerve Barney qui a toujours des sentiments pour elle. À la fin de la saison, Ted devient professeur d’architecture à l’université.
Saison 5 : Barney et Robin finissent par sortir ensemble, mais ils se rendent compte qu’ils ne sont pas faits l’un pour l’autre. Barney reprend alors sa vie de séducteur, ce que Robin a du mal à vivre. Ted n’a toujours pas trouvé la femme de sa vie mais il a acheté une maison délabrée à la campagne. Marshall et Lily décident d’avoir un enfant.
Saison 6 : Marshall et Lily tentent désespérément d'avoir un enfant, alors que Marshall doit faire face au décès de son père. Barney rencontre son père naturel et songe à avoir une vie plus posée. Ted devient l’architecte d’un projet d’immeuble, mis à rude épreuve par Zoey, qui milite pour la conservation du bâtiment au même emplacement. Malgré cela, Ted et Zoey sortent ensemble. À la fin de la saison, Ted finit par choisir le projet plutôt que sa relation, et Lily tombe finalement enceinte.
Saison 7 : Marshall a finalement trouvé son travail au service de l’environnement. Barney a une relation sérieuse avec Nora, et Robin, de son côté, sort avec Kevin, son psy. Les relations entre Robin et ses deux ex Barney et Ted, sont assez confuses. Kevin la quitte après avoir appris qu’elle ne pouvait pas (et ne voulait pas) avoir d’enfants. Barney, après sa rupture avec Nora, sort avec Quinn, une stripteaseuse. On apprend finalement que Barney se mariera avec Robin.
Saison 8 : Marshall et Lily auront finalement un petit garçon nommé Marvin (comme le père de Marshall). Se passe ensuite l'automne des ruptures, tout d'abord le premier couple à se séparer fut Barney et Quinn, ensuite Ted et Victoria et enfin Robin et Nick. Puis Barney et Robin se fiancent. Lily change de travail et devient conseillère en art du Capitaine (l'ex-mari de Zoey, l'ex-copine de Ted). Lily et Marshall décident de partir s'installer à Rome pendant un an à cause du travail de Lily. Cependant, Marshall a accepté un poste de juge. La future femme de Ted — la « mère » du titre de la série — apparaît pour la première fois à l'écran lors de la dernière scène du dernier épisode de la saison.
Saison 9 : Cette saison se concentre sur le mariage de Barney et Robin. On y voit les péripéties du groupe durant le week-end précédant le mariage. Et l'on découvrira enfin comment Ted a rencontré la mère de ses enfants Tracy McConnell. L'épisode final est deux fois plus long que les autres épisodes. Il met en scène l'évolution des personnages du mariage de Barney et Robin jusqu'en 2030, où Ted est en train de raconter son histoire à ses deux enfants.

## Autour de la série

### Personnages

#### Personnages principaux
- Ted Mosby, joué par Josh Radnor, est un jeune architecte vivant à New York qui est au centre de toute la série. Au début de la série, il a 27 ans et vit en colocation avec Marshall, un ami qu'il a connu à l’université. Célibataire, il cherche la femme parfaite, souhaite se marier et fonder une famille. Dans le futur, il raconte à ses enfants l'histoire de sa rencontre avec leur mère.
- Marshall Eriksen, joué par Jason Segel, est le meilleur ami de Ted et son colocataire au début de la série, où il finit ses études de droit. Il souhaite devenir un jour avocat spécialisé dans l'environnement. Il est le fiancé de Lily Aldrin, qu'il a connu à l'université en même temps que Ted.
- Lily Aldrin, jouée par Alyson Hannigan, est, au début de la série, la fiancée de Marshall. Ils sortent ensemble depuis l’université. Lily est institutrice dans une classe de maternelle et elle traite souvent ses amis comme ses élèves. Mais, elle souhaite devenir peintre un jour.
- Barney Stinson, joué par Neil Patrick Harris, est l'autre meilleur ami de Ted qui a été accueillie dans le groupe quelques années avant le début de la série. Il est un séducteur qui collectionne les histoires d’un soir et qui ne porte que des costumes.
- Robin Scherbatsky, jouée par Cobie Smulders, est une journaliste canadienne qui arrive à New York au début de la série. Elle rencontre Ted dans le bar où ils se retrouvent tous (MacLaren's Pub) et est accueillie dans le groupe d'amis. Également célibataire, elle souhaite se consacrer à sa carrière et ne pas s’engager sentimentalement.

#### Personnages secondaires
- Les enfants de Ted (Penny et Luke). Ted aura une fille et un garçon. Après le milieu de la première saison, leurs apparitions à l’écran se font rares. Les dernières images originales sont dans le premier épisode de la saison 2 ; par la suite, leurs apparitions ne sont que des remaniements d’images précédentes. Il est à noter que les interprètes des enfants ont tourné la scène de fin dès la saison 1, ils connaissaient déjà la fin de la série avant tout le monde[13].
- Ted en 2030. C’est le narrateur de l’histoire. Il raconte parfois des événements en avance, et utilise des métaphores pour ne pas donner de mauvaises idées à ses enfants (notamment « manger un sandwich » pour « fumer du cannabis »).
- La famille Eriksen (Marvin Sr., Judy Eriksen et leurs trois enfants : Marvin Jr., Marcus et Marshall) vit dans le Minnesota et se distingue surtout par la taille exceptionnelle de ses membres. Marvin Sr. meurt au cours de la série.
- Mickey Aldrin est le père de Lily, créateur de jeux de société ratés. Il est divorcé de la mère de Lily.
- Loretta Stinson est la mère de Barney. Elle a élevé ses deux fils seule. Elle cherche à les protéger, quitte à leur mentir, notamment à propos de l’identité de leurs pères respectifs. Barney retrouve son père, Jerry, au cours de la série.
- James Stinson est le demi-frère afro-américain et homosexuel de Barney. Il est aussi génial que son frère qu’il a souvent assisté comme copilote. Comme Barney, il retrouve son père au cours de la série. Il est marié et père d’un petit garçon et d'une petite fille.
- Ranjit. Originaire du Bangladesh, il travaille comme chauffeur de taxi et conduit aussi occasionnellement des limousines. Jovial, il n’hésite pas à fraterniser avec ses clients.
- Claudia et Stuart sont un couple d’amis de Ted, qui apparaissent régulièrement.
- Scooter était le petit ami de Lily durant les années de lycée, avant qu’elle ne rompe, effrayée par les plans d'avenir qu’il avait imaginés. Bien qu’elle soit mariée à Marshall, Scooter espère toujours qu’elle reviendra vers lui, en s’invitant à son mariage ou en prenant un travail dans son école pour se rapprocher d’elle.
- Wendy. C’est une serveuse du Mac Laren's. De nature plutôt ouverte, elle n’hésite pas à discuter de temps en temps avec ses meilleurs clients. Pendant la troisième saison, on apprend qu'elle a eu une brève aventure avec Barney.
- Victoria est pâtissière dans une boulangerie appelée Bouton d'or (Buttercup en VO). De l’avis général, elle est très douée pour son travail et fait d’excellents gâteaux. Romantique, elle craint les lendemains qui déchantent et souhaite profiter des moments magiques inoubliables qu’offrent les rencontres irréelles. Elle a une fois vécu une histoire très embarrassante dans le village-retraite de ses grands-parents, mais Ted a préféré en taire les détails à ses enfants. Par la suite, elle part en Allemagne pour étudier la pâtisserie. Elle refait son apparition dans la septième et la huitième saison de la série.
- Stella Zinman. Elle est dermatologue. C’est chez elle que Ted se rend pour faire enlever le tatouage de papillon sur son dos. Au cours des dix séances passées avec son patient, Stella développe des sentiments pour Ted. Leur idylle naissante est menacée par la situation personnelle de Stella qui, depuis cinq ans, ne vit que pour sa petite fille qu’elle élève seule. Ils envisagent de se marier, elle repart avec le père de son enfant, laissant Ted seul devant l’autel.
- Zoey van Smoot est une militante, manifestant pour diverses causes. Elle apparaît dans la saison 6. Elle commence par se confronter à Ted quand celui-ci doit faire abattre un ancien immeuble de New York pour y faire construire le nouveau siège de la Goliath National Bank. Ted et Zoey sortiront ensemble, mais leurs différends finiront par les séparer.
- Sandy Rivers. Présentateur vedette du journal sur Metro News One, il est aussi l’animateur d’une chronique quotidienne matinale dans laquelle il présente aux spectateurs les unes des différents journaux. Imbu de sa personne, Sandy porte une grande attention à son apparence physique, surtout à ses cheveux toujours impeccablement peignés. Sûr de son charme, il tente régulièrement sa chance auprès de sa collègue Robin en lui proposant ouvertement et sans autre forme de procès de coucher avec lui. Robin et lui collaboreront à nouveau cinq ans plus tard dans les bureaux de World Wide News.
- Monique (Patrice en V.O.) fait partie de l'équipe de travail que dirige Robin à la World Wide News. Souvent martyrisée par Robin, cette fille un peu loufoque, débordante d'énergie, extrêmement sympathique et totalement obsédée par sa patronne, a eu une brève relation avec Barney dans la saison 8 qui s'est révélée être une supercherie.

### Médias
La série s'appuie sur des médias différents du simple support télévisuel. En effet, durant les épisodes, les personnages lancent différents sujets (le blog de Barney, les clips vidéos de Robin, etc.) qui s'appuient sur des références qu'il est possible de retrouver hors des épisodes à proprement parler. Les supports sont multiples, allant du livre au site internet. La chanson de Robin Scherbatsky, Let's Go To the Mall, de l'épisode 9 de la saison 2 est d'ailleurs aussi présente dans le jeu Just Dance 3, sorti le 11 octobre 2011 sur la Wii.

### Numéros de téléphone
- 1-917-555-0197 — Durant un match de Super Bowl XLIV, est diffusé un clip de Neil Patrick Harris, représentant celui-ci dans l'une des tribunes, tenant une pancarte. Sur la pancarte, il est écrit « Call Barney Stinson » (CBS) et son numéro de téléphone[14]. Lors de l'épisode suivant, Lapin ou canard, on revoit le même clip avec Harris tenant une pancarte. Lorsque le numéro est composé, on entend un répondeur avec la voix de Harris, jouant son personnage de Barney[15].

### Référence à la série HIMYM dans Danse avec les stars
Lors de la saison 32 de Dancing With The Stars, Alyson Hannigan, l'actrice ayant incarné durant 9 saisons le personnage de Lily Aldrin, a rendu un hommage à How I Met Your Mother, lors d'une chorégraphie qui comportait un parapluie jaune. Ce parapluie jaune faisait référence à celui de Tracy McConnell, c'est-à-dire « la Mère » (interprété par Cristin Milioti)  et fut l'élément crucial de l'intrigue de la série durant les 9 saisons,,.

### Sites internet
Des sites sont mentionnés par les personnages principaux lors des saisons de la série. Certains ont été réellement créés et sont toujours visibles sur le net.
- Durant l'épisode 14 de la saison 3, il est question d'un site internet dénonçant le machisme de Ted Mosby. http://www.tedmosbyisajerk.com/ (www.tedmosbyestuncon.com dans la version française).
- Dans l'épisode 19 de la saison 3, Marshall crée un site pour vendre les vêtements de Lily, http://www.marshallandlilyselltheirstuff.com/ (www.lilyetmarshallvendentleursaffaires.com dans la version française), et Lily, énervée, propose à Marshall de créer un autre site internet : http://www.guyforceshiswifetodressinagarbagebagforthenextthreeyears.com/ (www.unmecforcesafemmeaporterunsacpoubellepourlestroisansavenir.com dans la version française). Le premier site n'est plus fonctionnel, mais il l'a été en 2008, où l'on pouvait s'y procurer, par exemple, des tenues portées par Lily, Marshall, Ted ou Barney ou encore des scripts dédicacés. L'argent récupéré est reversé au Children Hospital de Los Angeles.
- Dans l'épisode 7 de la saison 4, Barney crée un site consacré à un événement qu'il a inventé (le « not a father's day », qui est censé être la fête des hommes qui ne sont pas pères), sur lequel il dit vendre des T-shirts avec le slogan « Who's not your daddy ? » et des tests de grossesse avec, à la place d'une ligne bleue, un  «petit Barney bleu » levant les pouces : http://notafathersday.com/
- Dans l'épisode 18 de la saison 4, Barney, Marshall et Lily consultent un site référençant les positions sexuelles canadiennes à la suite d'un défi lancé par Robin. Depuis, le site a été créé à l'adresse http://www.canadiansexacts.org (*.org car « ils cherchent juste à transmettre l'information »...), mais toutes les pages du site sont « inaccessibles » et remplacée par des images humoristiques et « mêmiques » de Alan Thicke.
- Dans l'épisode 4 de la saison 5, Marshall publie des photos d'une soirée avec Lily, Barney et Robin sur le site http://itwasthebestnightever.com, où l'on peut découvrir le clip d'une chanson reprenant la musique envoyée par Marshall à Barney et Robin.
- Dans l'épisode 8 de la saison 5, Barney expose ses techniques de drague, dont la technique du Lorenzo von Matterhorn, qui consiste à se faire passer pour un homme célèbre dénommé Lorenzo von Matterhorn, possédant un site Internet à son nom. Le site internet est en ligne à l'adresse http://www.lorenzovonmatterhorn.com.
- Dans l'épisode 4 de la saison 6, Ted découvre un site où les élèves peuvent noter leurs professeurs, http://www.grademyteacher.net/ (www.notetesprofs.com dans la version française), et plus précisément, la page qui lui est consacrée.
- Dans l'épisode 13 de la saison 7, Ted et Barney décident de lancer un bar. Un site est indiqué dans l'appartement sur un panneau. http://www.puzzlesthebar.com/ est immédiatement disponible en ligne avec le programme du mois de janvier et les consommations.
- Dans l'épisode 24 de la saison 7 Ted crée un site web avec une vidéo annonçant l'accouchement de Lily : http://www.LilysInLabor.com (non disponible en France)

### Spin-off
Un spin-off nommé How I Met Your Dad était prévu, mais finalement annulé. La présidente de la chaîne n'aurait pas été convaincue par le pilote tourné à New York et a demandé aux créateurs de la série de revoir leur copie ; ces derniers auraient refusé. En revanche, le projet appartenant à la Fox Television, il n'est pas impossible de voir la série sur leur chaîne ou sur une autre à qui ils l'auront vendue, des offres auraient d'ailleurs déjà été lancées. Netflix serait intéressée par le projet.
Un second pilote nommé How I Met Your Father est lancé en 2016 par la Fox mais est rapidement abandonné. Le projet est relancé en 2021. Le synopsis sera identique à la version originale mais contée d'un point de vue féminin. Hilary Duff sera l'actrice principale de la série. Son personnage s'appelle Sophie. Les autres personnages principaux sont Jesse (Chris Lowell), l'objet d'affection de Sophie; Valentina (Francia Raisa), la meilleure amie de Sophie; Sid (Suraj Sharma), le meilleur ami de Jesse; Charlie (Tom Ainsley), l'objet d'affection de Valentina; Ellen (Tien Tran), la demi-sœur de Jesse. La série suit Sophie et ses amis qui vivent en New York. Sophie est une photographe en difficulté qui vit avec sa meilleure amie Valentina. Valentina vient juste de retourner d'Europe avec son objet d'affection Charlie. Sophie rencontre Jesse et Sid quand elle se retrouve dans un Uber conduit par Jesse. La demi-sœur de Jesse, Ellen, vient juste de déménager à New York et cherche des amis. Donc, Jesse lui introduit aux autres. Les six amis se retrouvent souvent au bar "Pemberton's" duquel Sid est le gérant. La série a été diffusée en 2022 sur Hulu. En outre, quelques acteurs/actrices de la série originale reprennent leur rôle dans quelques épisodes à savoir Kyle MacLachlan (le capitaine George Van Smoot), Laura Bell Bundy (Becky), Cobie Smulders (Robin Scherbatsky), Neil Patrick Harris (Barney Stinson) et Alexis Denisof (Sandy Rivers). Malheureusement, la série a été annulée en 2023 après seulement deux saisons.

### Livres
- Barney Stinson et Matt Kuhn (trad. de l'anglais par Anne Bararuzunza), Le Bro Code [« The Bro Code »], Paris, Éditions Florent-Massot, 25 août 2010, 198 p. (ISBN 978-2-916546-54-4)
- Barney Stinson et Matt Kuhn (trad. Anne Bararuzunza), Le Playbook : 75 techniques de drague [« The Playbook: Suit Up, Score Chicks, Be Awesome »], Paris, Éditions Florent-Massot, 6 octobre 2011, 141 p. (ISBN 978-2-916546-91-9)
- Barney Stinson et Matt Kuhn (trad. de l'anglais par Anne Bararuzunza), Le Bro tout de go [« Bro on the Go »], Paris, J'ai lu, 14 mars 2012, 141 p. (ISBN 978-2-290-03401-9)
- Barney Stinson et Matt Kuhn,  Le Bro Code Pour Devenir Un Parent Légendaire ["The Bro Code for Parents"], Paris, Michel Lafon, 27 septembre 2012, 192 p.  (ISBN 978-2749917153)

### Faits intéressants
- Trois des époux des acteurs principaux ont joué un rôle dans la série. Alexis Denisof, l'époux de Alyson Hannigan, joue Sandy Rivers, qui est un journaliste qui travaille avec Robin. David Burtka, l'époux de Neil Patrick Harris, joue Scooter, l'ex-petit ami de Lily au lycée. Taran Killam, l'époux de Cobie Smulders, joue Gary Blauman, un vieil ami du groupe.
- Dans l'épisode intitulé « Bad News », il y a un compte à rebours secret en arrière-plan qui mène à la révélation de la mort du père de Marshall.
- À l'origine, le personnage de Barney a été supposé d'être joué par Jim Parsons.
- Si la série avait été annulée durant sa première ou deuxième saison, les scénaristes, Carter Bays et Craig Thomas, auraient fait que la mère soit Victoria.
- À la fin de la série, les acteurs principaux ont pris quelques accessoires du plateau. Neil Patrick Harris a pris le Playbook et une cabine du bar, Alyson Hannigan a pris la petite cabine téléphonique rouge, Cobie Smulders a pris le manteau de Robin Sparkles et Josh Radnor a pris le cor d'harmonie bleu.
- La célèbre affiche de l'artiste Jean d'Ylen sur la bière Gangloff est présente dans le décor.

## Réception

### Audiences

#### Aux États-Unis
Le lundi 19 septembre 2005, l’épisode pilote de la série est diffusé. Il réalise un très bon démarrage avec 10,94 millions de téléspectateurs, et un taux de 3,9 % sur les 18/49 ans, la cible prisée des annonceurs américains. Par la suite, la série ne subit pas la chute post-pilote habituelle des nouveautés. C'est ainsi que, jusqu’au 16e épisode, la série enchaîne les épisodes dont les audiences dépassent tous les 10 millions de téléspectateurs, à l’exception de l’épisode 4, qui en fédère 9,84 avec un taux de 3,4 % sur la cible, et l’épisode 15. Semaine après semaine, How I Met Your Mother confirme donc son succès, et c’est grâce au 10e épisode que la série réalise sa meilleure audience de la saison, avec une audience de 12,27 millions de téléspectateurs, et un très bon taux de 4,4 % sur les 18/49 ans. Les derniers épisodes rassemblent entre 7,24 et 9,80 millions de téléspectateurs, et la saison rassemble finalement une moyenne de 9,47 millions de téléspectateurs.
La deuxième saison de la série est lancée le lundi 18 septembre 2006. Cet épisode réunit 10,48 millions de téléspectateurs, avec un taux de 3,7 % sur les 18/49 ans. Cependant, la saison faiblit tout au long de sa diffusion, et ne dépasse plus les 10 millions de téléspectateurs cette saison, à l’exception du 14e épisode, qui en rassemble 10,61 avec un taux de 3,7 % sur la cible, soit la meilleure audience de la saison, alors que de son côté, le 20e épisode réalise la plus mauvaise audience de la saison, en ne réunissant que 7,24 millions de personnes avec un léger taux de 2,6 %. Cette saison réunit une moyenne de 8,94 millions de téléspectateurs.
Le 24 septembre 2007, la troisième saison démarre, et 8,12 millions de téléspectateurs répondent présent pour le lancement de cette nouvelle saison, soit le plus mauvais démarrage de la série à ce jour. Sur les 18/49 ans, le taux est encore plus bas, avec seulement 2,8 % sur cette cible. La saison continue ensuite de rassembler entre 8 et 10 millions de téléspectateurs et s’achève le 19 mai 2008. Le dernier épisode de la saison rassemble 9,04 millions de téléspectateurs, et la saison quant à elle rassemble une moyenne de 8,21 millions de téléspectateurs, avec un taux de 2,9 % sur la cible, en baisse de 730 000 téléspectateurs.
La quatrième saison de la série débute le 22 septembre 2008, et 9,79 millions de téléspectateurs sont au rendez-vous. Sur les 18-49 ans, l'épisode récolte un taux de 3,4 %. Les semaines passent, et le 12 janvier 2009, Benefits, le 12e épisode de la saison, attire 11,85 millions de téléspectateurs et obtient un taux de 4,1 % sur la cible, soit la troisième meilleure audience de la série à l'époque, et la meilleure audience de cette quatrième saison. La saison s'achève devant 8,73 millions de personnes et avec un taux de 3 %. Elle termine 47e série la plus regardée de la saison avec une moyenne de 9,43 millions de téléspectateurs et un taux de 3,3 % sur les 18-49 ans, en hausse de 1,22 million de téléspectateurs par rapport à la saison précédente.
Audiences américaines moyennes par saison?

### Distinctions
Depuis sa création, la série a reçu 10 récompenses pour 22 nominations dans diverses cérémonies.

#### Récompenses
- Emmy Awards : 6 récompenses
- People's Choice Awards : 3 récompenses
- Critics' Choice Television Award : 1 récompense

#### Nominations
- Emmy Awards : 8 nominations
- People's Choice Awards : 6 nominations
- Teen Choice Awards : 3 nominations
- Golden Globes : 2 nominations pour Neil Patrick Harris
- TCA Awards : 2 nominations
- Critics' Choice Television Award : 1 nomination